# Zbór Kościoła Chrześcijan Baptystów w Chociwlu
Zbór Kościoła Chrześcijan Baptystów w Chociwlu – zbór Kościoła Chrześcijan Baptystów znajdujący się w Chociwlu, przy ulicy Kolejowej 1A.
Nabożeństwa odbywają się w każdą niedzielę o godzinie 10.20.